# 해장죽
해장죽(海藏竹)은 벼과 해장죽속에 속하는 여러해살이 대나무로, 학명은 Arundinaria simonii이다. 일본이 원산지다.

## 특징
땅속줄기에서 원대가 나와서 높이 6m, 지름 1-3cm로 자라고 마디가 다소 길며 처음에는 흰가루로 덮인다. 마디에 눈이 1개씩이지만 가지가 갈라짐으로써 가지가 많이 나온 것같이 보인다. 초상엽은 떨어지지 않고 잎은 가지 끝에 모여 달리며 길이 15-30cm, 나비 1-3cm로 견모는 떨어지지 않는다. 작은이삭은 길이 2-7cm이고 2개의 포가 있으며 피침형이고 5-11개의 작은 꽃으로 구성된다. 포영은 길이 11-16mm이고 녹색 또는 연한 자줏빛이 돈다. 수술은 3개, 꽃밥은 길이 7mm이며 암술대는 3개로 갈라진다.

## 이명
- Bambusa simonii Carr
- Nipponocalamus simonii (Carriere) Nakai
- Pleioblastus simonii (Carriere) Nakai